# Mirosławice (Mateuszew)
Mirosławice – część wsi Mateuszew w Polsce położona w województwie łódzkim, w powiecie kutnowskim, w gminie Bedlno.
W latach 1954–1968 wieś należała i była siedzibą władz gromady Mirosławice, po jej zniesieniu w gromadzie Bedlno. W latach 1975–1998 Mirosławice administracyjnie należały do województwa płockiego.